# Cortinarius herculeolens
Cortinarius herculeolens är en svampart som beskrevs av Bidaud 1996. Cortinarius herculeolens ingår i släktet Cortinarius och familjen spindlingar.   Inga underarter finns listade i Catalogue of Life.